# Bahnhof Mühldorf (Oberbay)
Der Bahnhof Mühldorf (Oberbay) ist ein Eisenbahnknoten im südöstlichen Bayern in der Kreisstadt Mühldorf am Inn. Der Bahnhof wird im Personenverkehr täglich von ungefähr 105 Regionalzügen der Südostbayernbahn bedient und von rund 10.000 Reisenden frequentiert. Zudem befindet sich in der Stadt der Firmensitz der Südostbayernbahn, welche ein Liniennetz von 574 Kilometern betreibt und jährlich 8,23 Millionen Zugkilometer zurücklegt. Er ist zugleich der zentrale Bahnhof des bayerischen Chemiedreiecks. Etwa 800 Güterwagen werden hier täglich abgefertigt.

## Lage

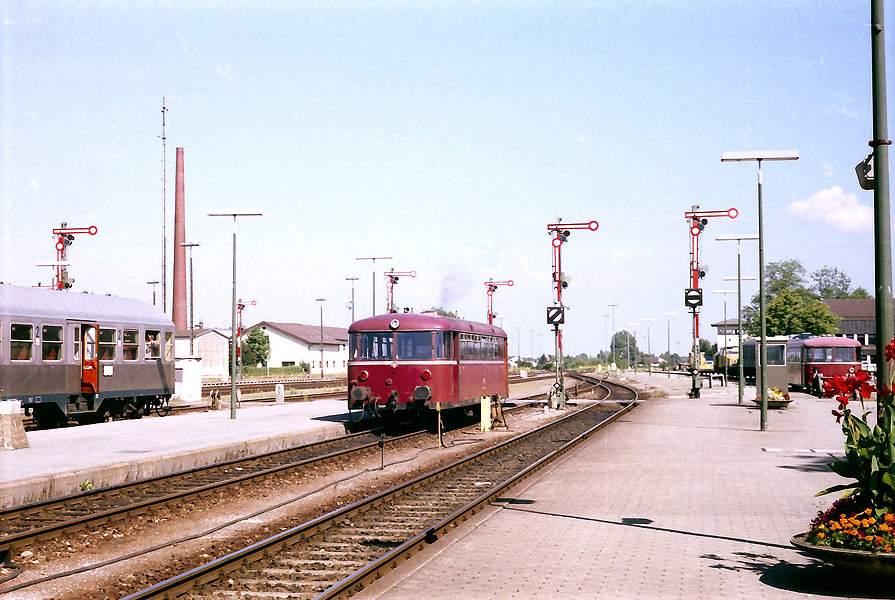
Schienenbus auf der Fahrt ins Bahnbetriebswerk (1988)

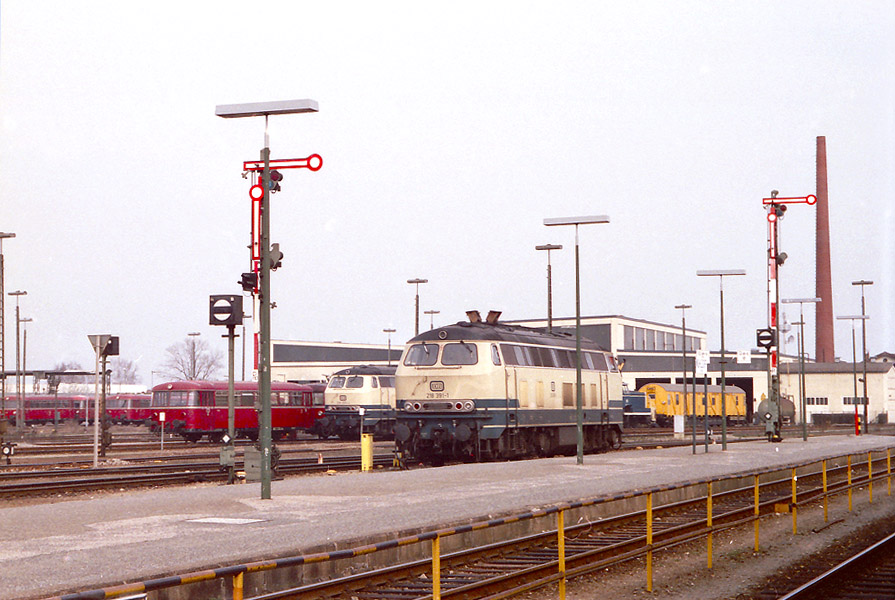
Blick ins Bahnbetriebswerk Mühldorf mit 218 391-1 und Schienenbussen im Hintergrund

Der Bahnhof befindet sich nördlich des Stadtzentrums in der sogenannten Oberen Stadt. Das Bahnhofsareal wird nördlich von der Bischof-von-Ketteler-Straße und südlich von der Friedrich-Ebert-Straße begrenzt. Die beiden Straßen werden durch die Innere Neumarkter Straße verbunden, die in einer Unterführung die Gleisanlagen östlich des Bahnhofsgeländes quert. Das Empfangsgebäude befindet sich im Süden und besitzt die Adresse Bahnhofplatz 6.

## Geschichte

### Planung
Bis 1860 war Mühldorf nur ein kleiner Ort mit knapp 2.000 Einwohnern. Erst der Bahnanschluss brachte einen großen Aufschwung hinsichtlich der Wirtschaft und der Einwohnerzahlen. In den folgenden Jahren bildeten sich Bürgerinitiativen, die sich für den Bahnbau nach Mühldorf aussprachen. Mühldorf lag damals im sogenannten „eisenbahnlosen Viereck“, die Grenzen dieses Vierecks bildeten die Städte Salzburg, München, Landshut und Passau. Es gab unterschiedliche Vorschläge für den Bau von Bahnstrecken von Freilassing, Traunstein oder Rosenheim nach Regensburg oder auch von München nach Freilassing oder Passau. Die Entscheidung fiel schließlich zugunsten einer Streckenvariante von München über Mühldorf und nach Simbach in Richtung Österreich, diese sollte auch die schon vorhandene Bahnstrecke München–Rosenheim–Salzburg entlasten. In einem Gesetz vom 5. Oktober 1863 wurde aber nur der Bau einer Strecke von München in Richtung Grenze nach Österreich bei Simbach beschlossen. Die Entscheidung, auch Mühldorf anzuschließen, fiel erst nachträglich. Schließlich wurde eine Linienführung über Markt Schwaben, Dorfen und Mühldorf gebaut.

### Bau und Eröffnung des Bahnhofes
Durch den Deutsch-Französischen-Krieg wurde der Bau verzögert und erst am 1. Mai 1871 konnte der Bahnhof Mühldorf mit der Eröffnung der Strecke München–Neuötting feierlich eröffnet werden. Die Strecke wurde einen Monat später nach Simbach verlängert. Die Bayerische Ostbahnen planten währenddessen eine Verbindung von Plattling nach Rosenheim. Vor allem Bürgerinitiativen und der kurz vor der Eröffnung ernannte Ehrenbürger der Stadt Mühldorf Gustav von Schlör unterstützen das Projekt, da der Bahnhof Mühldorf ein Knotenbahnhof werden sollte. Zum Trennungsbahnhof wurde Mühldorf dann am 1. Mai 1876, als die Strecke nach Rosenheim eröffnet wurde. Am 15. Oktober 1875 erhielt Mühldorf eine Verbindung über Neumarkt-Sankt Veit nach Pilsting. Damit wurde auch der gewünschte Knotenbahnhof realisiert und wuchs in den nächsten Jahren weiter, da sich herausstellte, dass die vorhandenen Gleisanlagen nicht mehr ausreichten. So entstanden fünf Bahnsteiggleise, zwei Gleise für den durchgehenden Güterverkehr und vier Stumpfgleise für den Güterverkehr. Gegenüber dem Empfangsgebäude wurde eine Ortsgüteranlage erbaut. Für die Bayerische Ostbahnen entstand eine Lokremise östlich des Bahnhofes.
Am 1. Mai 1897 wurde die Strecke nach Altötting fertiggestellt und am 9. August nach Burghausen verlängert. Die Bahnhofsanlagen wurden in den folgenden Jahren immer wieder erweitert. Auch der Güterverkehr gewann durch das entstehende Bayerische Chemiedreieck in den 1930er Jahren große Bedeutung. So war der Bau eines neuen Rangierbahnhofes nötig. Dieser ging im Jahr 1942 in Betrieb. Heute wird der Betrieb durch ein Elektronisches Stellwerk geregelt.
Im Jahr 1978 wurde das alte Empfangsgebäude abgerissen und durch ein neues ersetzt.

### Bahnbetriebswerk Mühldorf

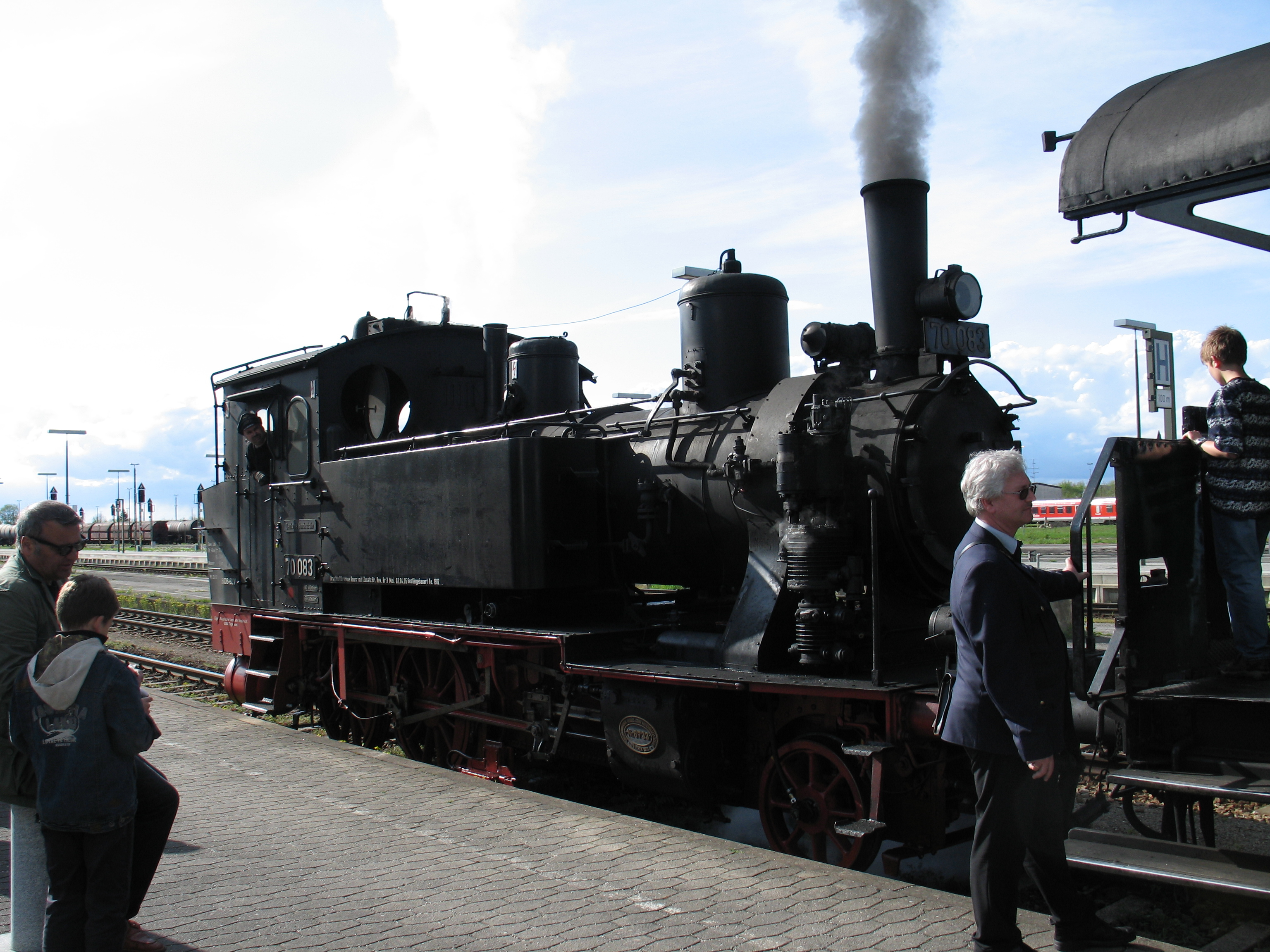
Lokomotive der Baureihe 70 bei einer Sonderfahrt im Jahr 2008

Mit der Eröffnung des Bahnhofes wurde ein Bahnbetriebswerk im Bahnhof Mühldorf eröffnet. Das Bahnbetriebswerk, das den Königlich Bayerischen Staatseisenbahnen gehörte, war anfangs eine Außenstelle des Bahnbetriebswerks Simbach, das an der österreichischen Grenze lag. Mit der Eröffnung der Strecke von Rosenheim nach Neumarkt-Sankt Veit der Bayerischen Ostbahn AG entstand für diese Gesellschaft eine eigne Lokremise. Das Bahnbetriebswerk der Bayerischen Ostbahn AG wurde aber im Jahr 1876 in das der Staatsbahn integriert und in den folgenden Jahren abgerissen. Durch das steigende Fahrgast- und Frachtaufkommen in den 1920er Jahren wuchsen die Bahnanlagen und es wurden neue Lokomotiven benötigt. 1926 stufte die Deutsche Reichsbahn das Werk zu einer selbstständigen Dienststelle auf und stationierte preußische und bayerische Lokomotiven der Baureihen 24, GtL 4/4, Pt 2/3, S 3/6, G 10, T16 und T18 in Mühldorf. 1959 wurde das Bahnbetriebswerk Simbach eine Außenstelle des Bahnbetriebswerks Mühldorf. Nach dem Zweiten Weltkrieg lief der Betrieb hauptsächlich mit Lokomotiven der Baureihen 38, 50, 57, 64 und 94 ab. Bis zum Jahr 1971 wurden in Mühldorf neben Schienenbussen und Diesellokomotiven auch Dampflokomotiven eingesetzt. 1978 wurde das Bahnbetriebswerk abgerissen und durch ein neues Betriebswerk für den Dieselbetrieb ersetzt. Heute sind im Bahnbetriebswerk Mühldorf hauptsächlich Lokomotiven der Baureihen 218 und 225 beheimatet. Die Baureihe 225 ersetzte die seit 1965 stationierten Lokomotiven der Baureihe 217. Ende des Jahres 2011 wurde die letzte Lokomotive der Baureihe 217, die im Bahnbetriebswerk Mühldorf stationiert war, z-gestellt.

### Stellwerke

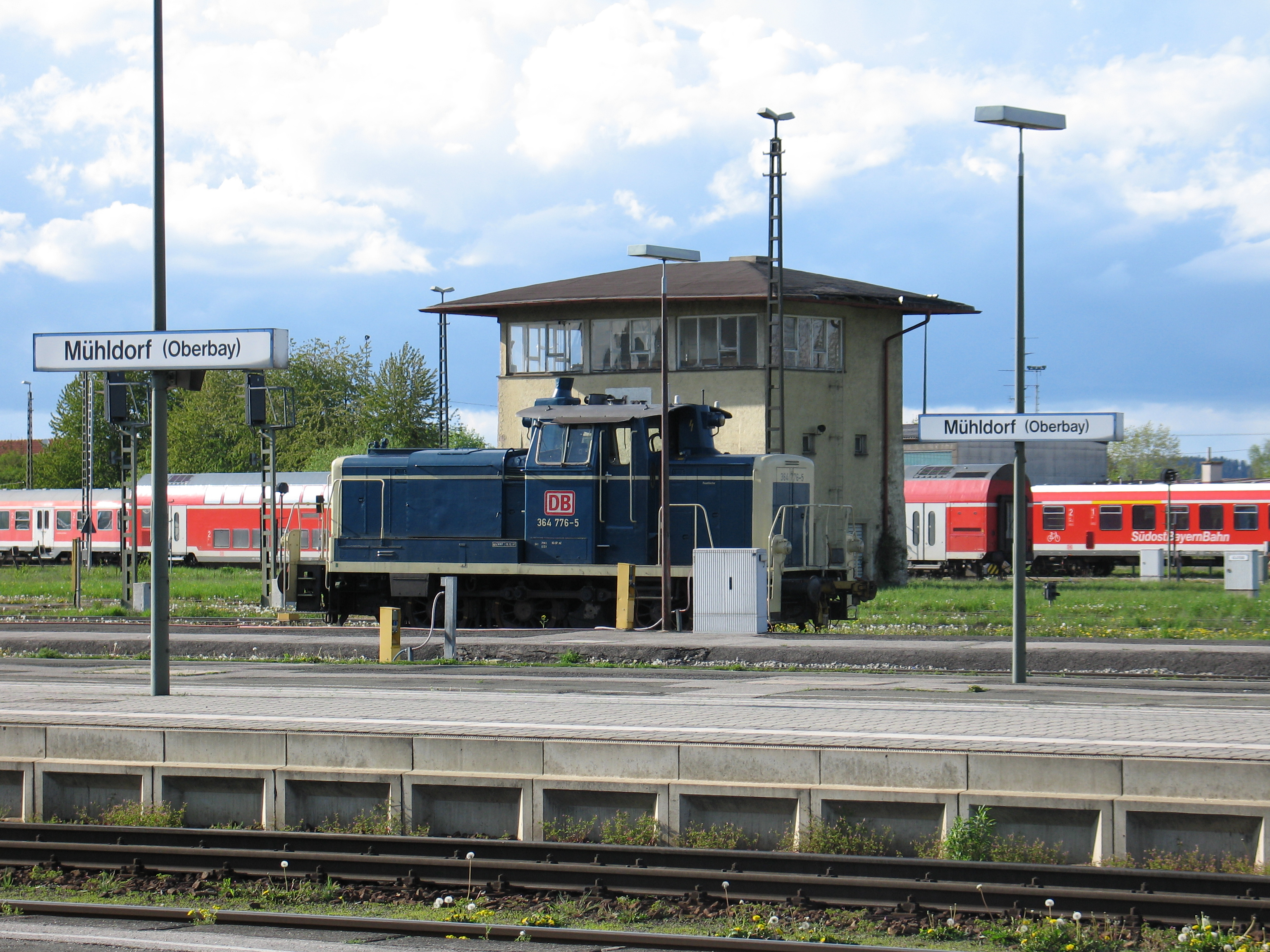
Lokomotive der DB-Baureihe V 60 vor dem Stellwerk Mw

In den Jahren 1941 bis 1949 wurden in Mühldorf elf Stellwerke errichtet, die wichtigsten davon waren:
- Das Ablaufstellwerk (Ma) wurde im Jahr 1942 in Betrieb genommen. Es handelte sich um ein elektromechanisches Ablaufstellwerk der Bauart Siemens & Halske 1912. Es wurde am 9. Juli 1999 außer Betrieb genommen und durch eine EOW-Anlage ersetzt.[11]
- Im Jahr 1943 ging das elektromechanische Befehlsstellwerk (Mb) in Betrieb. Es hatte die Bauart Siemens & Halske 1912 und war bis Mai 2006 in Betrieb, als es durch eine weitere EOW-Anlage ersetzt wurde.[12]
- Das elektromechanische Stellwerk Mfo der Bauart VES 4-Reihen-Hebelwerk wurde im Jahr 1944 in und am 9. Juli 1999 außer Betrieb genommen. Für dieses Stellwerk war der Fahrdienstleiter Ost zuständig.[13]
- Der Fahrdienstleiter West besetzte Stellwerk Mfw. Dieses 1942 eröffnete und am 9. Juli 1999 außer Betrieb genommene Stellwerk der Bauart VES 4-Reihen-Hebelwerk hatte bis etwa 2012 eine Nachnutzung als Museumsstellwerk des Vereins Freunde Historischer Eisenbahn Mühldorf e. V. erhalten.[14][15]
- Das im Jahr 1943 in und am 9. Juli 1999 außer Betrieb genommene Stellwerk Mm der Bauart VES 2-Reihen-Hebelwerk war ein weiteres elektromechanisches Stellwerk im Bahnhofsbereich Mühldorf.[16]
- Außerdem gab es für den Personenbahnhof (Mp) ein eigenes elektromechanisches Stellwerk der Bauart E43, dieses wurde im Jahr 1949 in Betrieb genommen und am 9. Juli 1999 außer Betrieb gesetzt.[17]
- Zudem wurde im Jahr 1943 das Mühldorfer Weststellwerk (Mw) eröffnet. Dieses war das einzige mechanische Einheitsstellwerk im Bahnhof Mühldorf und ebenfalls bis 9. Juli 1999 in Betrieb.[18]

Seit 1999 bzw. 2006 existieren folgende Anlagen im Bahnhof Mühldorf:
- Am 10. Juli 1999 wurde das von Siemens konstruierte elektronische Stellwerk (ESTW) Mf in Betrieb genommen, womit die meisten verbliebenen elektromechanischen Stellwerke außer Betrieb genommen werden konnten. Von 1999 bis 2016 wurde der Stellbereich des ESTW um die Strecken nach Burghausen Pbf und Wackerwerk, Landshut, Rosenheim und Ebersberg ausgedehnt.[19]
- Seit 22. November 2021 ist in Mühldorf eine zweite ESTW-Zentrale (Garching) in Betrieb, die den Bahnhof Garching (Alz) und seit Dezember 2023 nun auch die komplette Strecke bis Freilassing steuert.
- An die ESTW-Zentrale Garching (in Mühldorf) ist seit dem 21. Oktober 2024 auch der Bf Siegsdorf an der Bahnstrecke Traunstein–Ruhpolding angebunden.[20]
- Den Stellbereich des früheren Stellwerks Ma übernahm am 10. Juli 1999 das Steuerungssystem MSR32 von Siemens mit elektrisch ortsgestellten Weichen (EOW).[21][22]
- Den Stellbereich des früheren Stellwerks Mb, der im Gegensatz zum Rest des Bahnhofs nicht von DB Netz, sondern von der DB RegioNetz Infrastruktur GmbH betrieben wird, deckt seit Mai 2006 eine von Tiefenbach (Schaltbau-Konzern) hergestellte, weitere EOW-Anlage ab.[23]

### Rangierbahnhof
In den 1920er Jahren entstand südöstlich von Mühldorf ein Chemiedreieck; dadurch entstand ein großes Güterverkehrsaufkommen in der Umgebung von Mühldorf. In Mühldorf waren damals elf Gleise für den Güterverkehr vorhanden, doch diese Gleise reichten nicht aus, um dem steigenden Güterverkehr gerecht zu werden. So wurde beschlossen, einen neuen Rangierbahnhof zu bauen. Im Jahr 1939 wurde mit den Bauarbeiten begonnen. Dabei entstand eine Einfahrgruppe mit sieben erhöht gelegenen Gleisen, diese waren 650 bis 700 Meter lang. Hinter der Einfahrgruppe wurde ein Ablaufberg und eine siebengleisige Ausfahrgruppe für Durchgangsgüterzüge erbaut. Außerdem entstand für den Nahgüterverkehr ein weiterer Ablaufberg mit acht Richtungsgleisen. Die Gleise hatten Länge von 170 bis 220 Metern. Zusätzlich entstanden 18 Gütergleise, die nicht am Ablaufberg lagen.

## Der Bahnhof heute

### Infrastruktur
2008 hatten die Bauarbeiten zum barrierefreien Ausbau begonnen. Sie wurden 2009 aber durch die Europäische Union unterbrochen, da sie das Projekt wegen des Ausbaus der Bahnstrecke München–Mühldorf–Freilassing zur internationalen Magistrale mitfinanzierte und die Pläne zum Umbau sehen wollte. Die EU forderte anschließend eine teilweise Neuplanung. Nach eineinhalb Jahren konnten im Herbst 2010 die Bauarbeiten fortgesetzt werden.
Die Bahnsteige sind seit 2013 barrierefrei ausgebaut. Sie sind mit digitalen Zugzielanzeigern ausgestattet. Das Empfangsgebäude ist öffentlich zugänglich. Hier befinden sich eine Fahrkartenausgabe, ein Kiosk und ein Warteraum.
Die folgende Tabelle gibt eine Übersicht über die Länge der Gleise, die Höhe der Bahnsteige und die Nutzung der Gleise.
| Gleis | Länge [m] | Höhe [cm] | Nutzung der Gleise                                     |
| ----- | --------- | --------- | ------------------------------------------------------ |
| 1     | 304       | 55        | Richtung Rosenheim, Landshut, Freilassing und Salzburg |
| 2     | 304       | 76        | Richtung Burghausen                                    |
| 3     | 304       | 76        | Richtung München                                       |
| 4     | 276       | 55        | Richtung München                                       |
| 5     | 276       | 55        | Richtung Simbach am Inn                                |
| 6     | 215       | 55        | Richtung Freilassing und Landshut                      |
| 7     | 215       | 55        | Richtung Passau                                        |

### Verkehr

#### Personenverkehr

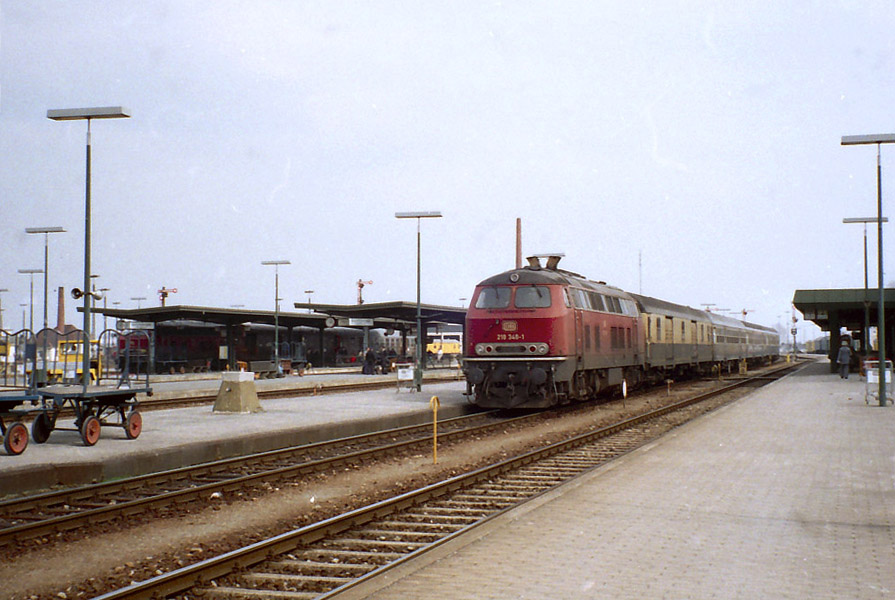
Ein Eilzug nach München steht abfahrbereit auf Gleis 2 (1988)

Der Bahnhof wird täglich von rund 105 Zügen der Südostbayernbahn bedient. Von Mühldorf nach München, Simbach, Burghausen, Rosenheim, Salzburg, Landshut und Passau fahren Regionalbahnen im Stundentakt. Etwa zweistündlich verkehren Regionalbahnen zwischen Mühldorf und Traunstein. In der Hauptverkehrszeit kommen einzelne Regional-Express-Züge von München über Mühldorf nach Simbach hinzu.
| Linie | Strecke                                                                       | Taktfrequenz                                       |
| ----- | ----------------------------------------------------------------------------- | -------------------------------------------------- |
| RE4   | München – Dorfen Bahnhof – Mühldorf (– Simbach)                               | Mo–Fr 3 Zugpaare                                   |
| RB40  | München – Markt Schwaben – Dorfen Bahnhof – Mühldorf                          | 60 min                                             |
| RB41  | Mühldorf – Neuötting – Marktl – Simbach                                       | 60 min                                             |
| RB42  | Mühldorf – Tüßling – Altötting – Burghausen                                   | 60 min                                             |
| RB44  | (Landshut – Neumarkt-St. Veit –) Mühldorf – Wasserburg – Rosenheim            | 60 min (120 min)                                   |
| RB45  | (Landshut – Neumarkt-St. Veit –) Mühldorf – Garching – Freilassing – Salzburg | 60 min (120 min)                                   |
| RB46  | Mühldorf – Neumarkt-St. Veit – Pfarrkirchen – Pocking – Passau                | 60 min                                             |
| RB47  | Mühldorf – Garching – Trostberg – Hörpolding (– Traunreut) – Traunstein       | 120 min (teilweise Flügelung Traunstein/Traunreut) |

Bis Dezember 2014 fuhr an Samstagen ein Kurswagen des Intercity Rottaler Land zwischen Hamburg-Altona und Mühldorf, der ab Passau unter der Zuggattung Regional-Express verkehrte.

#### Güterverkehr
Der Bahnhof hat wegen des bayerischen Chemiedreiecks eine große Bedeutung im Güterverkehr. Hier werden täglich 800 Güterwagen abgefertigt. Der Ablaufberg wurde 2004 außer und 2018 wieder in Betrieb genommen. Der Bahnhof ist nach dem neuen Logistikkonzept der Deutschen Bahn Mittelpunkt des Güterverkehrs im Chemiedreieck, da von dort die Weiterverteilung der Güterwagen in Richtung München und Landshut möglich ist. Die Güterzüge sollen künftig aber auch internationale Ziele und Seehäfen an Nord- oder Ostsee ansteuern.

#### Anschluss an den Bus- und Individualverkehr
Der Bahnhof ist das Zentrum des Mühldorfer Busnetzes. Es bestehen Verbindungen in die nähere Umgebung und in das Stadtzentrum. Der Grundtakt der Busse ist ein Stundenrhythmus. In der Nähe des Bahnhofes befinden sich insgesamt 560 gebührenpflichtige P+R-Parkplätze. Diese hohe Zahl wurde durch den Bau eines Parkhauses gegenüber dem Empfangsgebäude mit 390 Stellplätzen möglich. Außerdem existieren drei Abstellanlagen mit einer Kapazität für 283 Fahrräder.

## Zukunft
Der Bahnhof liegt an der geplanten Magistrale für Europa von Paris über München, Mühldorf und Wien nach Bratislava. Der Abschnitt München–Mühldorf–Freilassing (Ausbaustrecke 38) soll elektrifiziert, zweigleisig und für höhere Geschwindigkeiten ausgebaut werden.